# Divize B 2005/2006
V soubojích 41. ročníku České divize B 2005/2006 se utkalo 16 týmů dvoukolovým systémem podzim – jaro. Tento ročník začal v srpnu 2005 a skončil v červnu 2006.

## Nové týmy v sezoně 2005/06
- Z ČFL 2004/05 do Divize B sestoupilo mužstvo FK SIAD Most B.
- Z krajských přeborů postoupila tato mužstva: TJ Meteor Stříbrná Skalice ze středočeského přeboru, FK Baník Sokolov z karlovarského přeboru a SK Havran Kryry z ústeckého přeboru, který ale bude pokračovat jako: FK Chmel Blšany B[1].
- Z divize C sem byla přeřazena mužstva SK Union Čelákovice a SK Český Brod.
- Klub FK Neratovice přepustil práva na divizi mužstvu SK Kladno B[2].

## Kluby podle přeborů
- Pražský (3): FK Lokomotiva Praha, FC Slavoj Vyšehrad, FK Viktoria Žižkov B
- Středočeský (8): SK Benešov, SK Union Čelákovice, SK Český Brod, SK Kladno B, TJ Sokol Libiš, TJ Sokol Ovčáry, SK Rakovník, TJ Meteor Stříbrná Skalice
- Karlovarský (1): FK Baník Sokolov
- Ústecký (3): FK Chmel Blšany B, FK Litvínov, FK SIAD Most B
- Liberecký (1): Jiskra Nový Bor

## Výsledná tabulka
| Poř. | Tým                        | Z  | V  | R  | P  | VG | OG | B  |
| ---- | -------------------------- | -- | -- | -- | -- | -- | -- | -- |
| 1.   | TJ Sokol Ovčáry            | 30 | 19 | 7  | 4  | 50 | 21 | 64 |
| 2.   | FK Baník Sokolov           | 30 | 18 | 4  | 8  | 51 | 27 | 58 |
| 3.   | SK Kladno B                | 30 | 18 | 1  | 11 | 58 | 39 | 55 |
| 4.   | SK Český Brod              | 30 | 14 | 11 | 5  | 44 | 28 | 53 |
| 5.   | FK Litvínov                | 30 | 12 | 6  | 12 | 52 | 42 | 42 |
| 6.   | Jiskra Nový Bor            | 30 | 12 | 6  | 12 | 42 | 44 | 42 |
| 7.   | FC Slavoj Vyšehrad         | 30 | 11 | 8  | 11 | 36 | 33 | 41 |
| 8.   | FK Loko Vltavín            | 30 | 11 | 7  | 12 | 37 | 43 | 40 |
| 9.   | TJ Sokol Libiš             | 30 | 9  | 11 | 10 | 33 | 36 | 38 |
| 10.  | FK Viktoria Žižkov B       | 30 | 11 | 4  | 15 | 22 | 34 | 37 |
| 11.  | SK Benešov                 | 30 | 10 | 7  | 13 | 25 | 32 | 37 |
| 12.  | TJ Meteor Stříbrná Skalice | 30 | 11 | 3  | 16 | 44 | 43 | 36 |
| 13.  | FK SIAD Most B             | 30 | 10 | 6  | 14 | 41 | 52 | 36 |
| 14.  | SK Union Čelákovice        | 30 | 9  | 9  | 12 | 37 | 42 | 36 |
| 15.  | FK Chmel Blšany B          | 30 | 7  | 6  | 17 | 25 | 53 | 27 |
| 16.  | SK Rakovník                | 30 | 6  | 8  | 16 | 31 | 59 | 26 |

Poznámky:
- Z = Odehrané zápasy; V = Vítězství; R = Remízy; P = Prohry; VG = Vstřelené góly; OG = Obdržené góly; B = Body

|  | Postup do ČFL 2006/2007                           |
|  | Odkoupení 2. liga 2006/2007                       |
|  | Přesun do Divize A                                |
|  | Přesun do Divize C                                |
|  | Sestup do příslušného krajského přeboru 2006/2007 |